# William Creighton

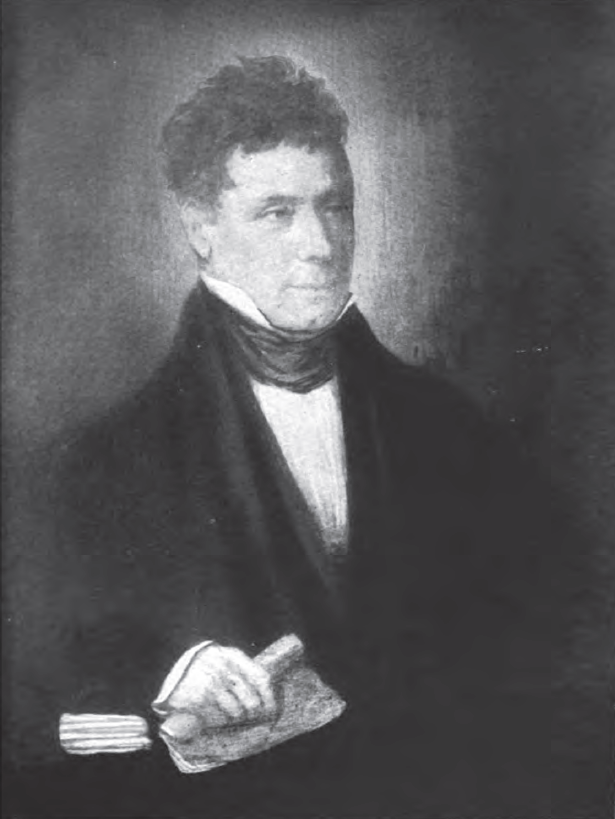
William Creighton

William Creighton (* 29. Oktober 1778 im Berkeley County, Virginia; † 8. Oktober 1851 in Chillicothe, Ohio) war ein US-amerikanischer Richter und Politiker der Demokratisch-Republikanischen Partei. Vom 4. März 1813 bis zum 3. März 1817, vom 4. März 1827 bis 1828 und vom 4. März 1829 bis zum 3. März 1833 war er Mitglied des Repräsentantenhauses der Vereinigten Staaten für den 3. und 6. Kongressdistrikt des Bundesstaates Ohio.

## Leben
William Creighton wurde als Sohn von Robert und Margaret Creighton im Berkeley County im heutigen West Virginia geboren. Am Dickinson College machte er 1795 seinen Abschluss. 1798 beendete er ein Jura-Studium. 1799 wurde er als Rechtsanwalt zugelassen. Fortan praktizierte er in Chillicothe. 
Bei der Gründung des Staates Ohio spielte Creighton eine wichtige Rolle. So war er zwischen 1803 und 1808 der erste Staatssekretär (Secretary of State) des neu geschaffenen Staates Ohio. Zu Beginn seiner Amtszeit nutzte er das Familiensiegel auch für staatliche Dokumente. Im Frühling 1803 trafen sich Creighton, Gouverneur Edward Tiffin und Senator Thomas Worthington in Worthingtons Haus, um über staatliche Angelegenheiten zu sprechen. Während sie auf der Veranda des Hauses dem Sonnenuntergang zusahen, soll Creighton gesagt haben, dass dies die untergehende Sonne im neuen Staat sei. Daraufhin entstand das Siegel Ohios. Von 1808 bis 1812 diente er als Sheriff des Ross County. 1810 war er Mitglied des Repräsentantenhauses von Ohio.
1812 wurde Creighton als Vertreter des 3. Distrikts von Ohio ins US-Repräsentantenhaus gewählt, 1814 wurde er wiedergewählt. Seine Kandidatur für einen Sitz im US-Senat 1816 war nicht von Erfolg gekrönt. Er ging wieder zurück nach Chillicothe um als Anwalt tätig zu sein. 1826 kandidierte Creighton erneut erfolgreich für einen Sitz im US-Repräsentantenhaus, diesmal im 6. Distrikt. 1828 wurde er von US-Präsident John Quincy Adams als Richter für den United States District Court for the District of Ohio vorgeschlagen. Am 1. November 1828 trat er diesen Posten an. Bereits am 16. Februar 1829 schied er wieder aus. Daraufhin saß Creighton bis 1833 erneut im US-Repräsentantenhaus für den 6. Distrikt. 
In den letzten Lebensjahren war er wiederum als Rechtsanwalt in Chillicothe tätig. Dort starb er 1851. Creighton war mit Eliza Meade verheiratet, aus der Ehe gingen zwei Kinder hervor.